# Барнетт, Томас (художник)
Томас Барнетт (англ. Thomas P. Barnett; 1870—1929) — американский архитектор и художник-импрессионист, признанный за свои работы в архитектуре и живописи США.

## Биография
Родился 11 февраля 1870 года в Сент-Луисе, штат Миссури.
Архитектуре обучался у своего отца — Джорджа Барнетта, который был известен по проектированию общественных и исторических зданий штата Миссури. Окончив в 1886 году Сент-Луисский университет, со своим братом George Dennis Barnett и сводным братом John Ignatius Haynes, Томас Барнетт создал архитектурную фирму Barnett, Haynes & Barnett, которая работала в традициях их отца Джорджа и повлияла на внешний облик Сент-Луиса.
В 1904 году Барнетт работал в Комиссии по архитектуре Всемирной выставки в Сент-Луисе и лично спроектировал здание Palace of Liberal Arts, за что получил на выставке золотую медаль за архитектуру. В следующем году он был удостоен бронзовой медали за архитектуру на выставке Lewis and Clark Centennial Exposition в Портленде, штат Орегон.

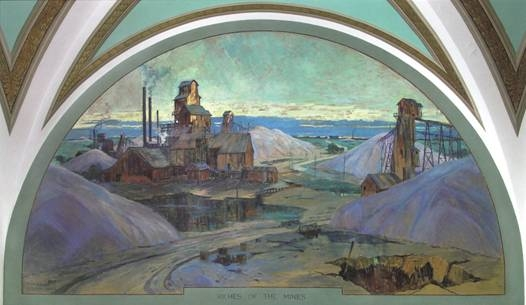
Фреска Riches of the Mines

Затем Томас Барнетт обратился к живописи. Учился у Пола Корнойера, писал в стиле импрессионизма. Его картины экспонировались и были хорошо приняты. Он был участником Панамо-Тихоокеанской международной выставки — первой выставки Нью-Йоркского общества Society of Independent Artists, прошедшей в Художественном музее Цинциннати. Художник был удостоен бронзовой медали Bronze Medal for Painting на выставке Lewis and Clark Centennial Exposition и приза First Ives Landscape Prize гильдии St. Louis Artist’s Guild. В 1922 году он создал фреску Riches of the Mines в Капитолии штата Миссури (англ. Missouri State Capitol) в его столице — городе Джефферсон-Сити.
Умер 23 сентября 1929 года в Глостере, штат Массачусетс (по другим данным — в Бостоне).

## Труды
Томас Барнет был членом многих ассоциаций и гильдий. За свои архитектурные проекты, среди которых коммерческие и жилые здания, а также много религиозных сооружений, он был удостоен ряда наград. Его картины находятся во многих музеях США, в частности в Чикагском институте искусств, Детройтском институте искусств, Сент-Луисском художественном музее, историческом музее Миссури, Музее искусства и археологии Миссурийского университета и других.

Архитектурные работы
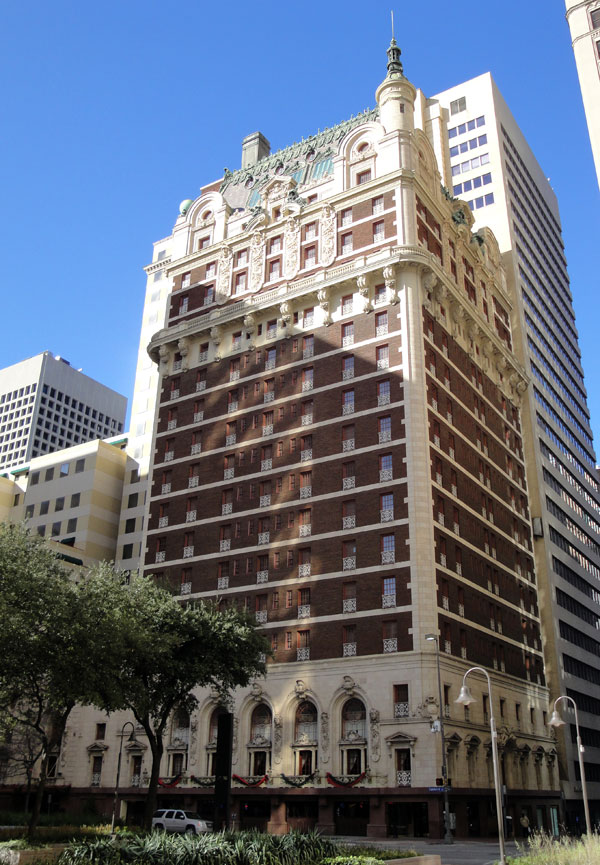
Отель Адольфус в Далласе, 1912
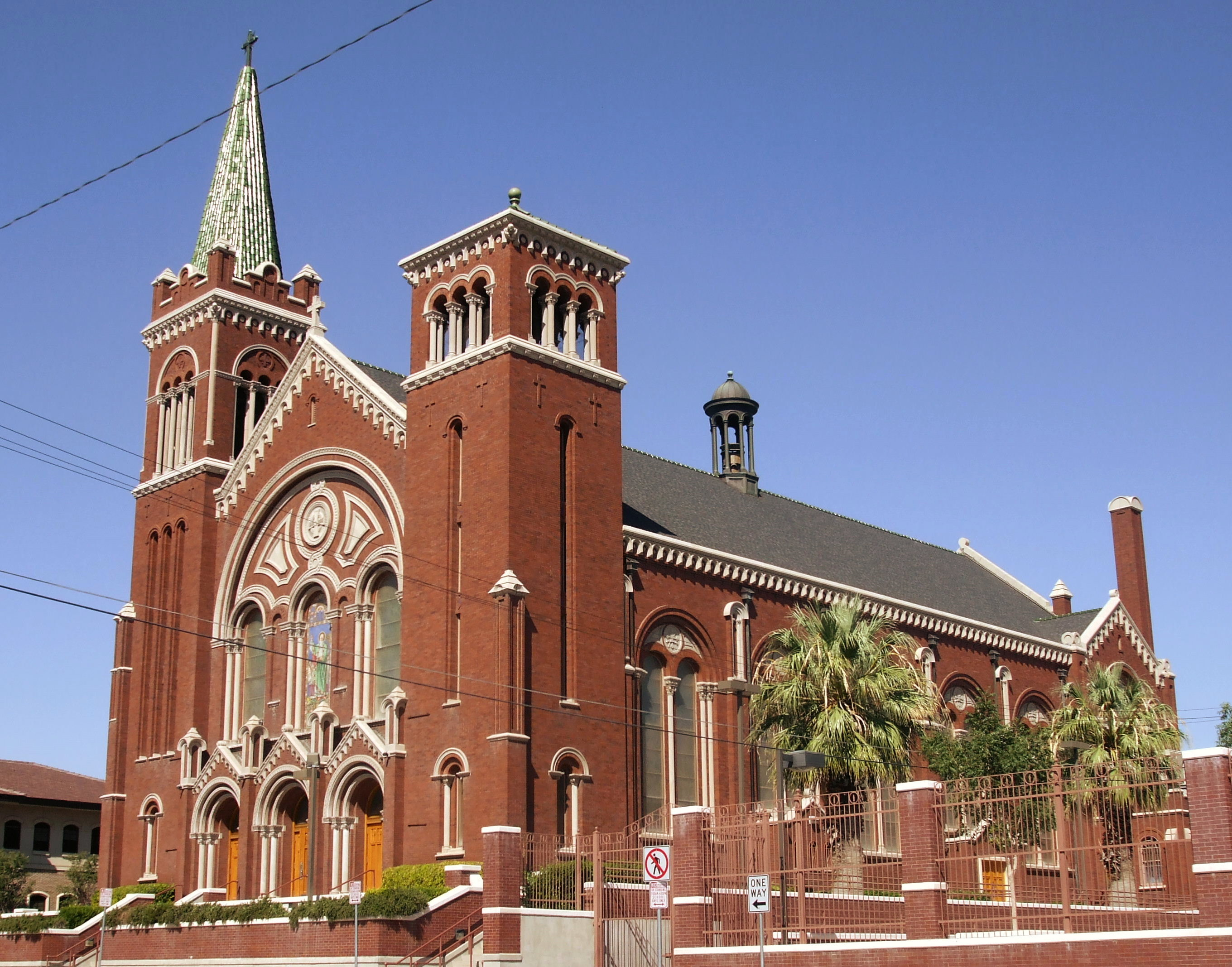
Собор святого Патрика в Эль-Пасо, 1914
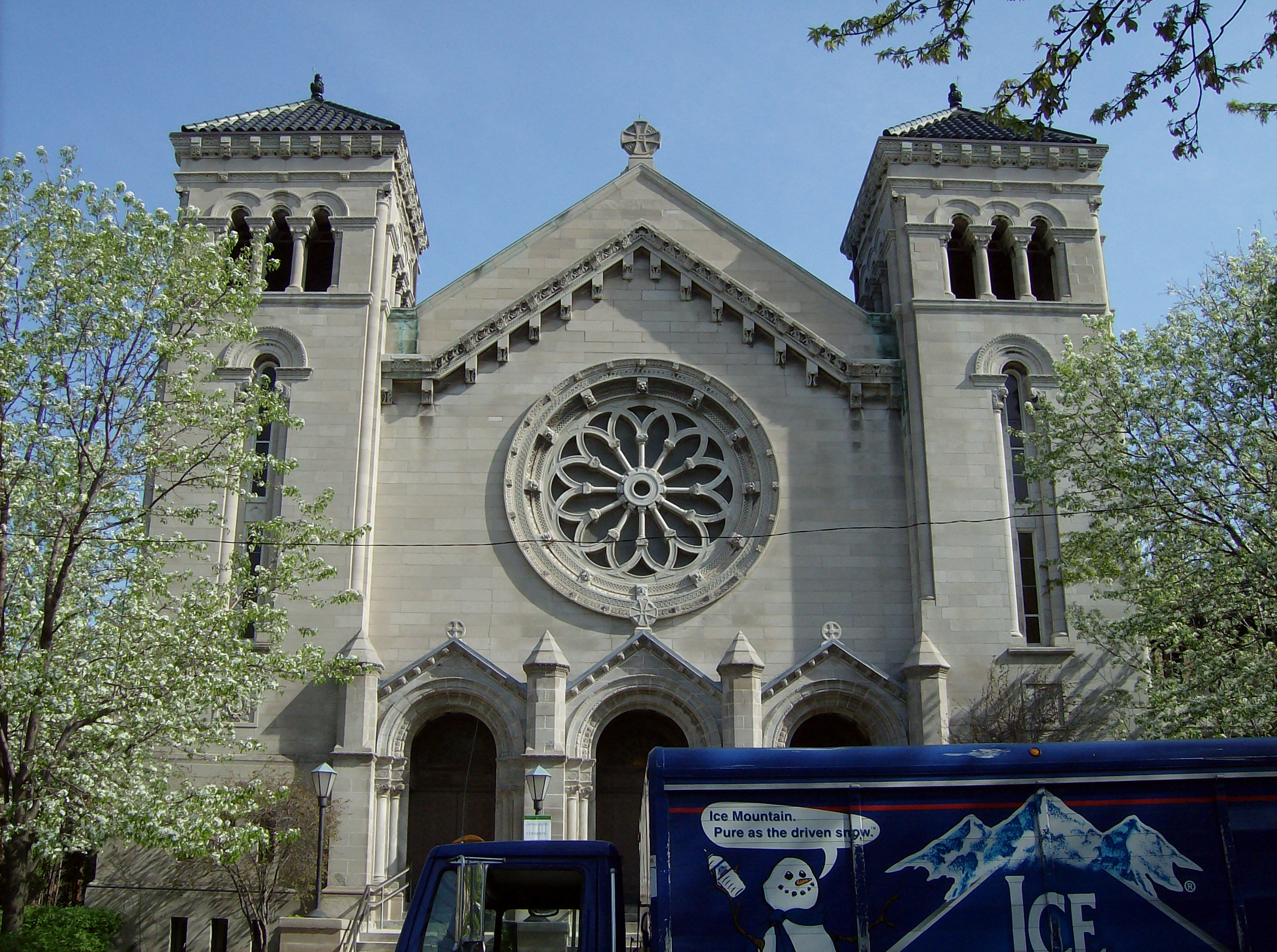
Католическая церковь святого Клемента в Чикаго, 1917
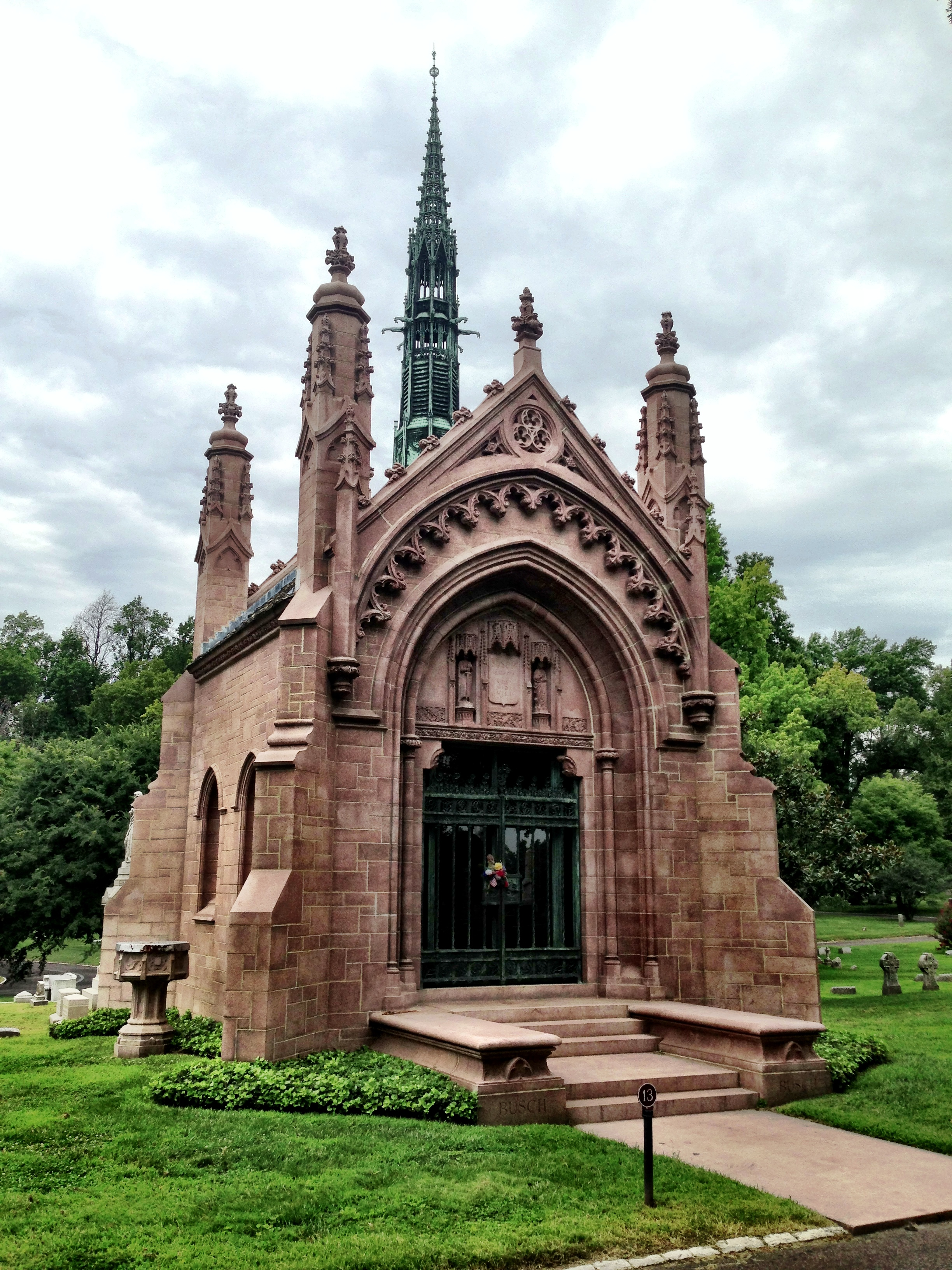
Мавзолей Адольфуса Буша на кладбище Бельфонтейн, Сент-Луис, 1915

Художественные работы
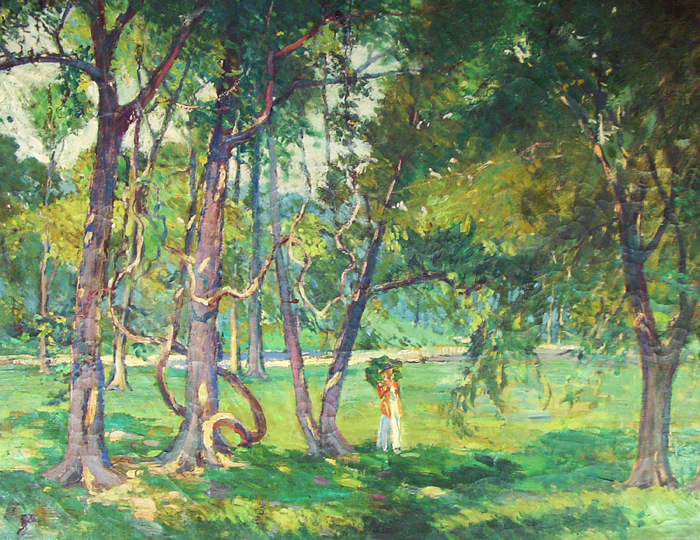
Forest Park Landscape, 1916
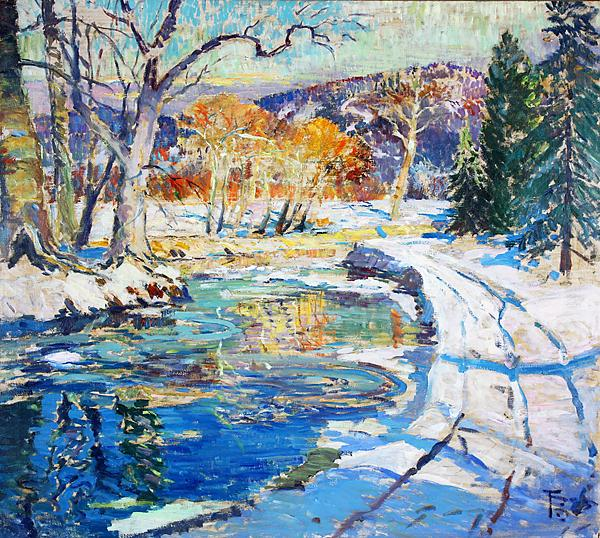
In the Heart of the Ozarks, 1925
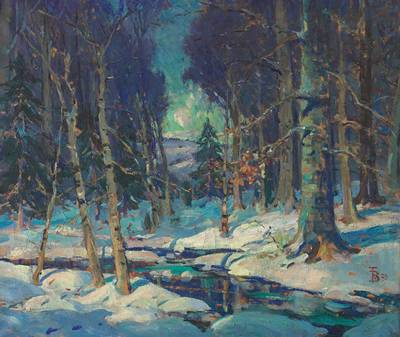
Mid Winter, 1929